# 旧造幣寮鋳造所正面玄関

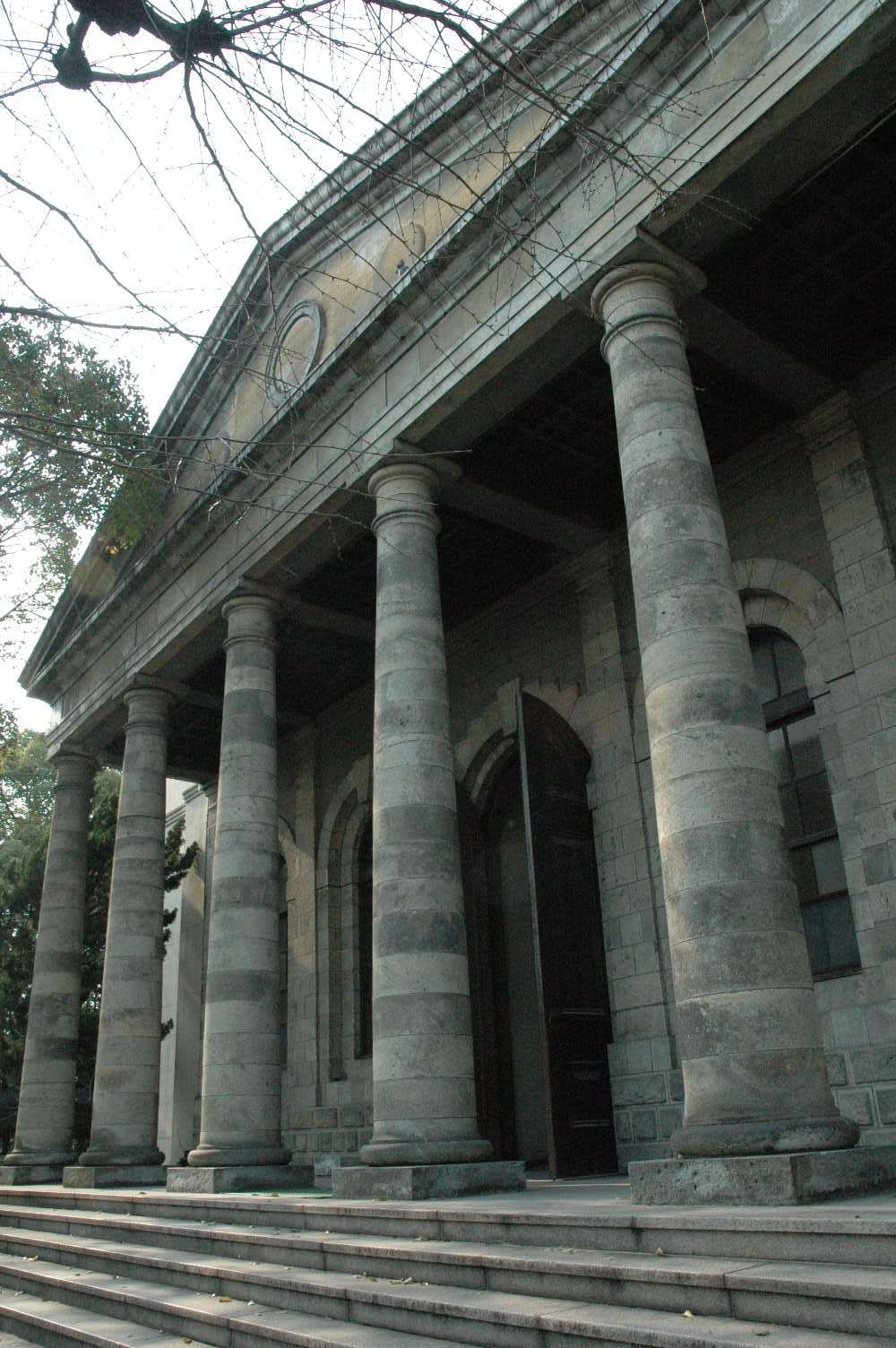
旧造幣寮鋳造所正面玄関

旧造幣寮鋳造所正面玄関（きゅうぞうへいりょうちゅうぞうしょしょうめんげんかん）は、大阪府大阪市北区の大川沿いにある、造幣寮（現：造幣局）の金銀貨幣鋳造所の正面玄関を移築保存した建築物。
国指定の重要文化財。隣接する泉布観とともに、現存の近代建築としては、日本で最も古いものの一つ。

## 沿革
- 1871年（明治4年） - 造幣寮としてトーマス・ウォートルスの設計で竣工。
- 1927年（昭和2年） - 老朽化のため取り壊しとなったが、正面玄関の石材が保存される。
- 1935年（昭和10年） - 保存石材を明治天皇記念館（のち、聖徳館に改称）の正面玄関として、創建当時の姿に復元。
- 戦後 - 桜宮公会堂となる。
- 1950年（昭和25年） - 2階部分に大阪市立図書館が移転。
- 1956年（昭和31年）6月 - 旧造幣寮鋳造所正面玄関が国の重要文化財に指定される。
- 1961年（昭和36年） - 大阪市立図書館を桜宮図書館と名称変更。
- 1980年（昭和55年） - 桜宮図書館廃館。
- 1984年（昭和59年） - 大阪市教育委員会により、学校教育の振興施設ユースアートギャラリーとして改装。市立学校の児童・生徒の絵画展などに利用される。
- 2007年（平成19年）3月末 - ユースアートギャラリー廃止。
- 2009年（平成21年） - 日本経済新聞社によって「日本の近代遺産50」に選ばれる[1]。
- 2012年（平成24年）秋 - 民間活力を利用し、一般公開しレストランとなった[2][3]。
- 2014年度（平成26年度） - 旧桜宮公会堂としてグッドデザイン賞受賞[4]。

## 建物
- 玄関部分に青竜山石を使用したトスカナ式の6本の列柱の上に、軒蛇腹をはさんで三角形の切妻屋根（ペディメント）が載っている。桁行2.85m余、梁間15m余。
- 屋根は一重切妻造銅板葺である。
- 正面戸口の両脇には、円形アーチ状の窓がある。
- 明治天皇記念館として整備された当時は、1階部分が講堂、2階部分が陳列室となっていたが、ユースアートギャラリーとしての改装時には1階部分も陳列室となった。

## 所在地・アクセス
- 所在地：大阪市北区天満橋1丁目
- アクセス
  - 国道1号（曽根崎通） 桜宮橋（銀橋）西詰すぐ
  - JR東西線 大阪城北詰駅または大阪天満宮駅下車